# Loxoneptera albicostalis
Loxoneptera albicostalis là một loài bướm đêm trong họ Crambidae. Loài này được Charles Swinhoe mô tả năm 1906. Loài này được tìm thấy trên đảo Sumatra thuộc Indonesia.